# Fix You
«Fix You» (рус. Излечить тебя) — песня британской рок-группы Coldplay, выпущенная 5 сентября 2005 года как второй сингл в поддержку третьего студийного альбома квартета X&Y. Считается одной из самых известных композиций коллектива. Она достигла восемнадцатого места в американском чарте Billboard Hot Modern Rock Tracks и заняла четвёртое место в британском хит-параде UK Singles Chart. Промо-синглы с «Fix You» были выпущены и в Великобритании, и в США. В 2009 году песня вошла в концертный альбом группы LeftRightLeftRight.
Песня была написана вокалистом группы Крисом Мартином, чтобы утешить свою жену, актрису Гвинет Пэлтроу, с которой он познакомился в конце 2002 года после смерти ее отца. Баллада построена вокруг мелодичного органа в сопровождении фортепиано и акустической гитары в первой половине, и стиля энергичной рок-музыки во второй половине с участием гитарного соло, баса и ударных. На композицию был снят видеоклип, в котором разворачивается концерт Coldplay в Болтоне. По состоянию на февраль 2023 года, видео насчитывает 569 миллионов просмотров и входит в число самых популярных музыкальных видеоклипов Coldplay.
Обнадеживающий посыл песни и ее акустическая аранжировка, состоящая из двух частей и напоминающая гимн, были крайне высоко встречены критиками. Песня исполнялась группой Coldplay на благотворительном концерте One Love Manchester в 2017 году. В сентябре 2021 года песня заняла триста девяносто второе место в списке «500 величайших песен всех времен» журнала Rolling Stone. Рекламный ролик, снятый после выхода сингла «Fix You», считается данью памяти жертвам лондонских террористических актов 2005 года. Участники группы считают «Fix You» лучшим музыкальным произведением, которое они когда-любо делали за свою жизнь.

## О песне
«Fix You» — это песня, сочетающая в себе органные и фортепианные звуки, медленный темп ударных и вокала. По словам Блайт Даннер, матери жены Криса Мартина Гвинет Пэлтроу, «Fix You» была написана для Гвинет, чтобы поддержать её, когда её отец умер. Гай Берримен как-то заявил, что при написании песни немного вдохновения было получено от песни 1969 года «Many Rivers to Cross» Джимми Клиффа.
Сторону «Б» занимают песни «The World Turned Upside Down» и «Pour Me» (концертная версия, записанная в Голливуд-боул).
Видеоклип на «Fix You» сняла режиссёр Софи Мюллер, ранее снявшая для группы клип на песню 2002 года «In My Place».
С момента написания «Fix You» звучит на каждом концерте Coldplay.

## Списки композиций
Слова и музыка всех песен — написаны участниками группы Coldplay.
| №  | Название                       | Длительность |
| -- | ------------------------------ | ------------ |
| 1. | «Fix You» (Edit)               | 4:37         |
| 2. | «The World Turned Upside Down» | 4:32         |

| №  | Название                               | Длительность |
| -- | -------------------------------------- | ------------ |
| 1. | «Fix You» (Edit)                       | 4:37         |
| 2. | «The World Turned Upside Down»         | 4:32         |
| 3. | «Pour Me» (Live at the Hollywood Bowl) | 5:03         |
| 4. | «Fix You» (видеоклип)                  |              |

| №  | Название         | Длительность |
| -- | ---------------- | ------------ |
| 1. | «Fix You»        | 4:57         |
| 2. | «Fix You» (Edit) | 4:09         |

## Чарты и сертификации
| Чарт (2005)                                | Позиция |
| ------------------------------------------ | ------- |
| Австралия (ARIA)                           | 25      |
| Австрия (Ö3 Austria Top 40)                | 58      |
| Бельгия/Фландрия (Ultratip Bubbling Under) | 5       |
| Бельгия/Валлония (Ultratip Bubbling Under) | 3       |
| Canadian Singles Chart                     | 4       |
| Германия (GfK)                             | 65      |
| Италия (FIMI)                              | 13      |
| Ирландия (IRMA)                            | 8       |
| Нидерланды (Single Top 100)                | 43      |
| Новая Зеландия (Recorded Music NZ)         | 17      |
| Polish Singles Chart                       | 4       |
| Испания (PROMUSICAE)                       | 6       |
| Швеция (Sverigetopplistan)                 | 26      |
| Швейцария (Schweizer Hitparade)            | 53      |
| Великобритания (OCC UK Singles)            | 4       |
| Billboard Hot 100                          | 59      |
| Billboard Alternative Songs                | 18      |
| Billboard Adult Pop Songs                  | 24      |

| Страна         | Сертификация |
| -------------- | ------------ |
| (IFPI Denmark) | Золотой      |
| (FIMI)         | Золотой      |